# Heinz Plöderl
Heinz Plöderl (* 30. Dezember 1960 in Grieskirchen, Oberösterreich) ist ein österreichischer Architekt.

## Leben
Plöderl studierte von 1979 bis 1987 Architektur an der Technischen Universität Wien und diplomierte bei Hans Puchhammer.
Während und nach dem Studium war er Mitarbeiter bei Architekt Harald Wicke und Architekt Ernst Beneder.
1999 begann er seine Tätigkeit als freischaffender Architekt in Wels – seit 2009 führt er das Büro als PAUAT Architekten ZTGmbh in Wels.
Die bearbeiteten Bauaufgaben sind sehr unterschiedlich und reichen von Privathäusern über Industrie- und Sonderbauten zu Gebäuden für Bildung, er beschäftigt sich aber auch mit Städtebau/Urbanismus. Schwerpunkte des Ateliers sind energieeffizientes Bauen und der sorgfältige Umgang mit Ressourcen im Bauprozess.
2002 ist er Gründungsmitglied der IG Passivhaus OÖ und hatte den Vorsitz bis 2006 inne.
2014–2022 war er Vorsitzender der Sektion ArchitektInnen der ZiviltechnikerInnenkammer für Oberösterreich und Salzburg. Seit 2003 ist Plöderl als Preisrichter bei Architekturwettbewerben tätig.

## Lehre
In den Jahren 1994 und 1995 war Plöderl Assistent an der Technischen Universität Wien, Institut für Hochbau 1. 1995 und 1996 hatte er Lehraufträge an der Technischen Universität Wien, Institut für Innenraumgestaltung und Städtebau, inne. 1994 bis 1999 hatte er Lehraufträge an der Technischen Universität Wien, Institut für Hochbau 1. In den Jahren 1995 bis 1998 war er an der Solarbauschule Vorarlberg - Sommerakademie. 2004 und 2005 einen Lehrauftrag bei „Überholz“, folgend von diversen Lehraufträgen FH-Wels - OET, BI - Hochbau von 2010 bis 2018.

## Bauten und Entwürfe
- 2004: ÖAMTC Stützpunkt Wels
- 2006: 1. Ganzheitliche Sanierung Passivhausschule Schwanenstadt
- 2006: ÖAMTC Stützpunkte Eferding, Schärding, Braunau, Perg, Rohrbach, Gmunden, Freistadt, Bad Ischl, Grieskirchen
- 2006–2021: ÖAMTC Stützpunkte Eferding, Schärding, Braunau, Perg, Rohrbach,  Gmunden, Freistadt, Bad Ischl, Grieskirchen, St. Pölten, Vöcklabruck
- 2007: MesseCenterWels - Halle 20
- 2007–2013:  Revitalisierung, Rehabilitierung und räumliche Erneuerung des ehemaligen Industriequartier Wels
- 2010–2015: 1. Energieautonomes Stadthaus - Wels (Sanierung)
- 2011: OFFICE AUTONOM
- 2013: HTBLA Andorf
- 2014: ÖAMTC Dienstleistungszentrum Urfahr
- 2016: Gemeindezentrum STM
- 2019: Kindergarten STM
- 2020: Räumliche und funktionelle Erneuerung MM-Villach
- 2022: ÖAMTC Stützpunkt Grieskirchen
- 2023. ÖAMTC Stützpunkt und Schulungszentrum St. Pölten
- 2023: ÖAMTC Stützpunkt Vöcklabruck

## Auszeichnungen und Preise
- 2003: Solararchitekturpreis
- 2006: Energyglobe Erde
- 2006: vis a´vis Architekturpreis OÖ
- 2007: Holzbaupreis OÖ
- 2007: Energyglobe Erde
- 2007: Energystar OÖ
- 2010: Grand Prix d. Biennale Grenoble[3]
- 2013: Ethouse Award[4]
- 2017: Daidalos - Anerkennung
- 2017: German Design Award
- 2019: Daidalos - Anerkennung
- 2022: Daidalos - Anerkennung
- 2023: Berufstitel Baurat h.c.
- 2024: Daidalos Anerkennung

## Publikationen
- Lebenszeichen (2003 - ZVA OÖ)
- Sommer/Frische (2008 - ZVA OÖ)
- Architektur in Wels 1900–2015, ISBN 978-3-7025-0849-4
- Das Neue Bauen, ISBN 978-3-99014-259-2